# Paracalanthis

Paracalanthis (лат.) — род мелких жуков из семейства темнотелки (Trogossitidae). .

## Распространение
Австралия (Квинсленд).

## Описание
Среднего размера жуки-темнотелки буроватого землистого цвета, длина около 12 мм. Форма тела вытянутая. Отличаются следующими признаками: надкрылья с X-образным желтоватыми пятном и полосой в передней половине; усики 10-члениковые, булава 2-члениковая. Жвалы с 2 апикальными зубцами. Фронтоклипеальный шов отсутствует. Тело покрыто ямками, бороздками и волосками. Переднеспинка сбоков с микрозазубринами. Биология неизвестна.

## Систематика
Род был впервые выделен в 1970 году английским энтомологом Роем Кроусоном (1914—1999). Валидный статус подтверждён в ходе ревизии семейства темнотелок, проведённой в 2013 году чешским колеоптерологом Иржи Колибачем (Jiří Kolibáč ; Moravian Museum, Department of Entomology, Брно, Чехия), род включён в трибу Egoliini (вместе с Acalanthis, Egolia, Calanthosoma и Necrobiopsis) в составе подсемейства Trogossitinae.
- Paracalanthis binnaburrense Crowson, 1970typus (Австралия)